# 올림피아의 제우스상

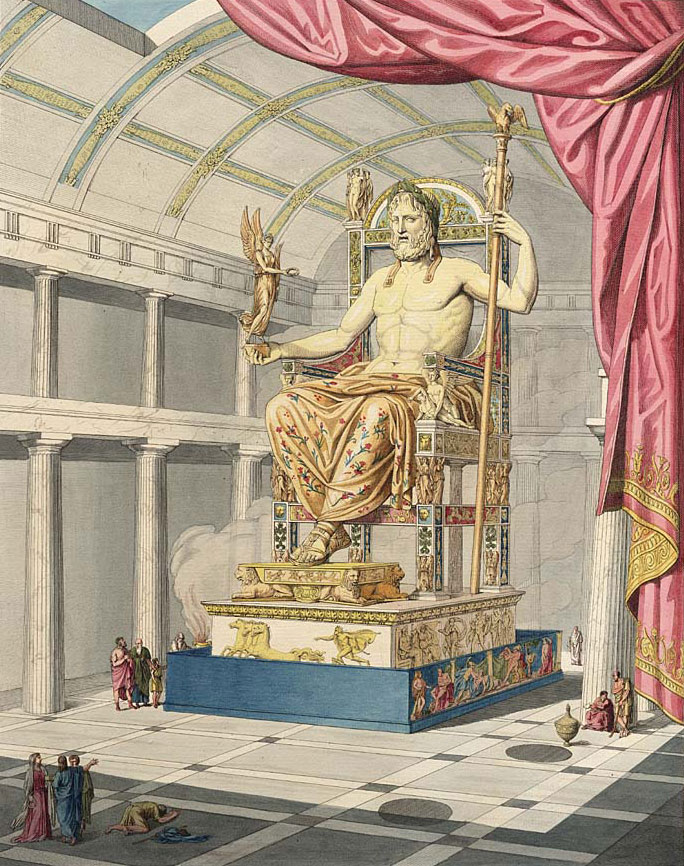
올림피아의 제우스상, 카트르메르 드 캥시 (1815).

올림피아의 제우스 상은 그리스 올림피아의 제우스 신전에 세워진 거대한 신상으로, 그 높이가 무려 13m나 되었고, 유명한 그리스 조각가 피디아스에 의해 만들어졌다.
목재 골격을 상아와 금으로 덮었으며, 백향목과 황금으로 만들어진 거대한 옥좌에 신들의 왕 제우스가 앉아있는 모습을 형상화한 신상이었다. 고대 세계 7대 불가사의 중 하나이고, 기원후 5세기에 파괴되었기 때문에, 현재로써는 그저 그리스 시대의 기록과 동전에서의 모습에서만 그 모습을 추정해볼 수 있다.

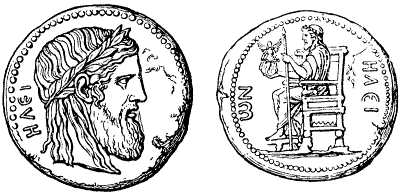
고대 일리아현 유적에서 발견된 올림피아의 제우스 상을 묘사한 동전

## 구조
제우스 신상은 당시 올림픽 경기의 주최자들에 의하여 기원전 5세기 후반에 새로 지어진 제우스 신전에 기부되었다. 당시 경쟁 관계에 있었던 아테네를 능가하기 위해서, 제우스 신상의 의뢰자들은 아테나 신상의 설계자인 피디아스에게 이 신상의 제작을 요청했다.
신상은 그 것을 보관하기 위해 지어진 신전의 너비의 절반을 넘게 차지했다. 기원후 1세기에 지리학자 스트라본는, "만약 그가 일어선다면, 지붕을 뚫어버릴 것이 틀림없다."라고 적었다. 제우스 신상은 목재 구조 위에 금과 상아를 덮어 만들어진 신상이었다. 현재까지 보존된 신상의 금속 모형은 없기 때문에, 우리는 고대 그리스 로마 시대의 동전이나, 보석에 새겨진 모습으로만 그 원형을 찾아볼 수 있다.
기원후 2세기에 파우사니아스가 더 자세한 기록을 남겼다. 그에 따르면 제우스 신상은 거대한 월계관을 쓰고 있었으며, 유리로 된 긴 로브를 두르고 있었으며, 동물과 영웅들의 모습이 새겨져 있었다고 한다. 오른손에는 승리의 여신 니케의 황금 신상을 들고 있었으며, 옆에는 황금으로 조각된 거대한 독수리가 있었다. 그가 앉아있던 왕좌는 황금, 보석, 흑단, 보석 등으로 꾸며져 있었고, 영웅과 신화시대의 이야기들이 새겨져 있었다. 제우스 신상은 금으로 된 샌들을 신고 있었는데, 이 발을 얹은 받침대에는 아마조네스 여전사들이 조각되어 있었다. 신상 아래로 통하는 통로는 그림이 그려진 벽으로 막혀 있었고, 오직 허락받은 자만이 출입할 수 있었다.

신상의 주재료인 상아의 손상을 막기 위해 신관들은 주기적으로 신상에 올리브유를 발랐다. 신상 앞에는 바닥에 검은색 타일을 깐 연못이 있었고, 이 연못에는 올리브유가 채워져 있었다. 아마도 이 연못은 신상을 반사시켜서, 제우스 신상의 크기를 더욱 더 크게 보이도록 하는 효과를 유발했을 것으로 추정된다.
이 신상이 주는 압도적인 느낌이 워낙 강했기 때문에, 많은 사람들이 이 신상을 보고 경외심을 느꼈다는 내용의 기록들이 많이 남아있다. 티투스 리비우스는 로마의 장군 루키우스 아이밀리우스 파울루스 마케도니쿠스가 이 신상을 보고, "마치 신을 직접 본 것같은 느낌이 들었다."라고 말했다고 기록했으며,  한 그리스인은 "이 신상을 흘끗 보는 것만으로도 모든 세속적인 갈등이 사라진다."라고 적었다.

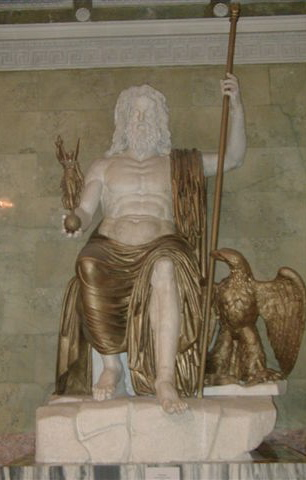
올림피아의 상을 바탕으로 한 모조 제우스 상

스트라본의 기록에 의하면, 피디아스는 이 아름다운 신상의 디자인을 대체 어떻게 했냐는 질문을 많이 받았다. 올림포스 산으로 직접 올라가서 제우스 신을 직접 알현했다, 혹은 제우스 신께서 직접 지상으로 내려오셔서 그에게 모습을 비춰주었다는 등 황당한 소문들이 많이 떠돌았으나, 정작 피디아스 자신은 호메로스의 일리아드를 참고하여 만들었다고 고백하였다.
파우사니아스에 의하면, 피디아스가 신상의 제작을 거의 끝낸 후 제우스 신에게 이 신상이 마음에 드는지 알아보기 위해 기도를 드렸을 때, 곧바로 하늘에서 거대한 낙뢰가 지상으로 내려꽃혔다고 한다. 후에 그 자리에 거대한 청동 항아리가 놓여졌다고 한다.

## 파괴

### 칼리굴라의 파괴 시도
수에토니우스의 기록에 따르면 로마의 황제 칼리굴라는 이 세상에 존재하는 모든 아름다운 신상의 머리를 잘라낸 후 자신의 머리를 그 위에 올려놓고 싶어했고, 올림피아의 제우스 신상도 예외는 아니었다. 하지만 그가 그 일을 실행하기 전에 암살되버려, 그 계획은 수포로 돌아갔다. 그의 죽음이 제우스 신상에 의해 예언되었다는 말도 있는데, "신상에서 갑자기 웃음소리가 터져나오더니, 주위의 가건물들이 무너지고 인부들이 공포에 떨었다."라는 기록이 그 소문의 근원이었던 것으로 생각된다.

### 콘스탄티노플의 대화재
기원후 391년에 로마 황제가 특정 우상에 대한 숭배를 금지하고 모든 신전의 문을 닫아 버렸다. 올림피아의 제우스 신전도 이같은 조치로 인해 암흑에 잠겼고, 이같은 이유로 제우스 신상이 언제 도난, 약탈당했는지는 정확한 기록이 존재하지 않는다. 11세기 동로마 제국의 역사학자인 게오르기우스 케드리노스의 기록에 의하면 이 신상이 후에 콘스탄티노플로 옮겨졌고, 기원후 475년에 대화재로 소실되었다고 한다.

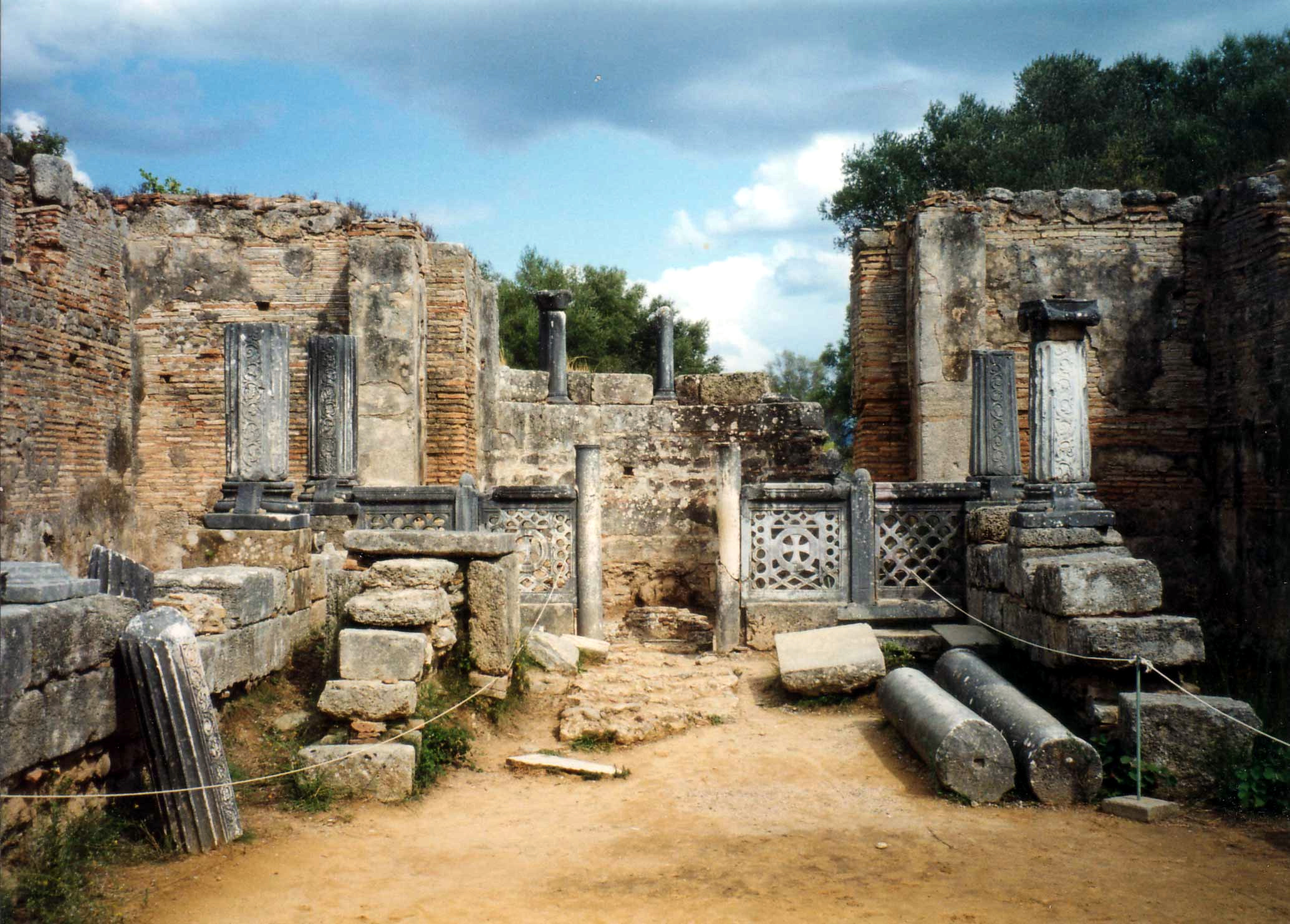
2005년에 촬영된 올림피아 피디아스의 작업장 유적 사진

## 피디아스의 작업장
1954년의 발굴 조사 결과, 제우스 신상을 제작하는 데 사용되었을 작업장이 발견되었고, 제우스 신상의 대략적인 위치도 알게 되었다. 고고학자들은 황금과 상아, 보석들을 깎고 조각하는데 사용한 끌과 연장들도 발견하였다. 게다가 유리로 된 신상의 옷을 만들기 위한 장치들도 많이 발견되었다. 작업장에서는 '나는 피디아스의 것이다'라고 적혀있는 컵도 발견되었지만, 이는 위조품으로 추정되고 있다.

## 같이 보기
- 파르테논 신전
- 그리스 로마 신화
- 제우스
- 올림피아